# Joe Spencer
(en) Statistiques sur pro-football-reference
Joseph Emerson Spencer (né le 15 août 1923 à Elk City et mort le 24 octobre 1996 à Houston) est un joueur et entraîneur américain de football américain et canadien.

## Biographie

### Enfance
Spencer étudie à la Capitol Hill High School d'Oklahoma City où il reçoit les honneurs d'All-City en 1940, le définissant comme l'un des meilleurs joueurs de la ville. Il entre ensuite à l'université d'État de l'Oklahoma et commence à jouer dans l'équipe de football américain en 1942. Cependant, son cursus est interrompu par la Seconde Guerre mondiale.
Sélectionné par les Eagles de Philadelphie à la draft 1945 de la NFL, il continue ses études à Oklahoma City, étant un excellent joueur de ligne et participant au East-West Shrine Game. 

### Carrière professionnelle
Joe Spencer est choisi au quatrième tour de la draft de 1948 de la All-America Football Conference par les Dodgers de Brooklyn où il est remplaçant lors de la saison 1948 avant de continuer chez les Browns de Cleveland, toujours comme remplaçant, mais remportant un titre de champion de l'AAFC. Échangé aux Packers de Green Bay contre Gordon Soltau, il rejoint le Wisconsin et reçoit un poste de titulaire pendant deux années avant de prendre sa retraite de joueur. 
En 1953, Spencer rejoint l'Austin College où il est l'entraîneur-chef de l'équipe des Kangaroos pendant six saisons. Il rejoint ensuite l'American Football League et devient entraîneur de la ligne offensive pour les Oilers de Houston avant de se diriger vers la Ligue canadienne de football et les Eskimos d'Edmonton. Il revient aux États-Unis avec les Jets de New York et décroche le Super Bowl III.
L'entraîneur continue sa carrière d'entraîneur, apparaissant notamment dans la World Football League en 1974. Spencer termine sa carrière par des postes divers chez les Chiefs de Kansas City et les Saints de La Nouvelle-Orléans. 